# Grote Prijs Jef Scherens 2001
Il Grote Prijs Jef Scherens 2001, trentacinquesima edizione della corsa, si svolse il 2 settembre 2001 su un percorso di 193 km, con partenza e arrivo a Lovanio. Fu vinto dal belga Niko Eeckhout della Lotto-Adecco davanti ai suoi connazionali Björn Leukemans e Geert Omloop.

## Ordine d'arrivo (Top 10)
| Pos. | Corridore          | Squadra              | Tempo    |
| ---- | ------------------ | -------------------- | -------- |
| 1    | Niko Eeckhout      | Lotto-Adecco         | 4h36'00" |
| 2    | Björn Leukemans    | Vlaanderen-T Interim | a 24"    |
| 3    | Geert Omloop       | Collstrop-Palmans    | a 1'00"  |
| 4    | Gert Vanderaerden  | Vlaanderen-T Interim | a 3'22"  |
| 5    | Glenn D'Hollander  | Lotto-Adecco         | s.t.     |
| 6    | Kristof Trouvé     | Collstrop-Palmans    | a 4'04"  |
| 7    | Björnar Vestöl     | Team Fakta           | a 4'07"  |
| 8    | Bart Dockx         |                      | s.t.     |
| 9    | Manu L'Hoir        | Team Fakta           | s.t.     |
| 10   | Wilfried Cretskens | Domo-Farm Frites     | s.t.     |